# Nihon ōdai ichiran

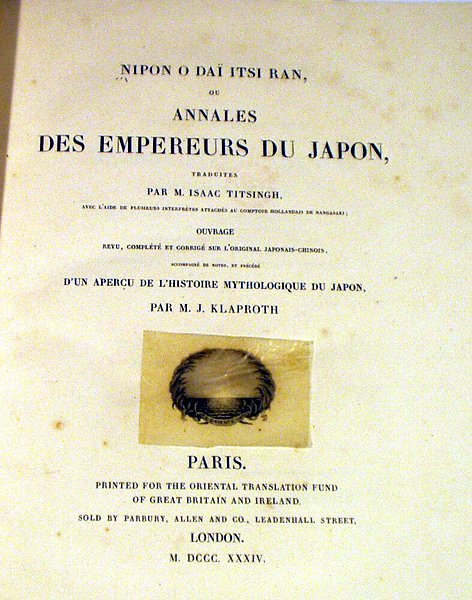
Nihon Ōdai Ichiran, 1834.

Nihon ōdai ichiran (日本王代一覧?  «Lista de los reyes de Japón») es una crónica escrita en el siglo XVII de los sucesivos reinados de los emperadores de Japón que incluye breves reseñas de acontecimientos notorios que tuvieron lugar en cada periodo. También se conoce por el título de su primera traducción al francés, del siglo XIX: Nipon o daï itsi ran; ou, Annales des empereurs du Japon («Nipon o dai itsi ran, o Anales de los emperadores del Japón»), título que refleja el uso de un sistema de romanización anterior al Hepburn. Esto se convirtió en la primera historia de Japón escrita por historiadores japoneses y publicado en el Oeste.

## Historia

### Compilación bajo el patronazgo deltairōSakai Tadakatsu
El material escogido para ser incluido en la obra refleja la perspectiva de su autor original japonés y su patrón samurái, el tairō Sakai Tadakatsu, que fue daimyō del Dominio de Obama en la Provincia de Wakasa. Es el primer libro de este tipo que fue llevado de Japón a Europa, y fue traducido al francés como «Nipon o daï itsi ran». Actualmente[actualizar], se está preparando una traducción en inglés, y se han incorporado partes de la misma en numerosos artículos de Wikipedia relacionados.
El orientalista y académico neerlandés Isaac Titsingh se llevó consigo los siete volúmenes de Nipon o daï itsi ran cuando regresó a Europa en 1797 tras veinte años en el Extremo Oriente. Todos estos libros se perdieron con consecuencia de las Guerras Napoleónicas, pero la traducción de Titsingh fue publicada póstumamente.
El manuscrito languideció tras la muerte de Titsingh en 1812, pero el proyecto fue revitalizado cuando el Fondo de Traducción Oriental de Gran Bretaña e Irlanda (Oriental Translation Fund of Great Britain and Ireland) patrocinó la impresión y publicación del libro en París y el proceso de distribución en Londres. El filólogo y orientalista residente en París Julius Klaproth se comprometió a guiar el texto hasta su impresión final en 1834, incluido un Supplément aux Annales des Daïri, que en general refleja las formas de los Anales de Titsingh y que amplía el contenido hasta abarcar el siglo XVIII en Japón.

#### Primer libro de su género publicado en Occidente
Este libro fue la primera crónica histórica de autoría japonesa de su género en publicarse y distribuirse en Occidente para su estudio académico. Parece apropiado que Nipon o daï itsi ran fuera uno de los primeros libros escaneados y subidos para su estudio en línea como parte de un proyecto internacional de digitalización que hoy se conoce como Google Books Library Project:   
Titsingh, Isaac, ed. (1834). [Siyun-sai Rin-siyo/Hayashi Gahō (1652)], Nipon o daï itsi ran; ou, Annales des empereurs du Japon, tr. par M. Isaac Titsingh avec l'aide de plusieurs interprètes attachés au comptoir hollandais de Nangasaki; ouvrage re., complété et cor. sur l'original japonais-chinois, accompagné de notes et précédé d'un Aperçu d'histoire mythologique du Japon, par M. J. Klaproth.  París: Fondo de Traducción Oriental de Gran Bretaña e Irlanda. Están disponibles en línea dos copias de este libro: una de la biblioteca de la Universidad de Míchigan, digitalizada el 30 de enero de 2007; y la otra de la biblioteca de la Universidad de Stanford, digitalizada el 23 de junio de 2006. Leer aquí (en francés).
El trabajo en este volumen estaba sustancialmente completo en 1783 cuando Titsingh envió una copia manuscrita a Kutsuki Masatsuna, daimyō de Tamba. Los comentarios de Kutsuki se perdieron como resultado de un naufragio. El manuscrito editado había sido enviado de Japón a la India en 1785, donde Titsingh se había puesto al mando de las operaciones comerciales de la Compañía Holandesa de las Indias Orientales en Hoogly, en Bengala Occidental. La versión final de la dedicación del libro de Titsingh a su amigo Kutsuki fue esbozada en 1807, algo más de un cuarto de siglo antes de que fuera finalmente publicado.

### Texto delsigloXVIIen japonés y chino
La obra original fue compilada a comienzos de los años 1650 por Hayashi Gahō. Su padre, Hayashi Razan, había desarrollado una fusión absorbente y práctica de las creencias y prácticas del sintoísmo y del confucianismo. A partir de las ideas de Razan se desarrolló un programa de protocolos educativos y formativos para samuráis y burócratas que obtuvo una buena aceptación. En 1607, Razan fue nombrado consejero político del segundo shōgun, Tokugawa Hidetada. Algún tiempo después, ocupó el cargo de rector de la Academia Confucianista de Edo, o Shōhei-kō. Esta institución se mantuvo en la cumbre del sistema educativo y formativo nacional creado y mantenido por el shogunato Tokugawa.
En este contexto, el propio Gahō también fue aceptado como un notable académico durante este periodo. La influencia de Hayashi y de la Shōhei-kō en la circulación del trabajo explican en parte su popularidad en los siglos XVIII y XIX. Gahō también fue el autor de otros trabajos elaborados con el fin de ayudar a los lectores a aprender la historia de Japón, como los 310 volúmenes de La Historia Exhaustiva de Japón (本朝通鑑, Honchō-tsugan), que fue publicada en 1670.
La narración de Nihon Ōdai Ichiran se detiene alrededor de 1600, probablemente en deferencia a las sensibilidades del shogunato Tokugawa. El texto de Gahō no continúa hasta la época contemporánea a él, sino que se detiene justo antes del último emperador previo a la era Tokugawa.
En el quinto mes del año 5 de la era Keian (1652), Nihon ōdai ichiran fue publicado por primera vez en Kioto bajo el patronazgo de uno de los tres hombres más poderosos del bakufu de Tokugawa, el tairō Sakai Tadakatsu. Al financiar este trabajo, las motivaciones de Sakai Todakatsu parecen extenderse a lo largo de una variedad de conclusiones, y parece probable que sus intenciones al ver que este trabajo cayera en las manos de un empático traductor occidental fueron múltiples.
El libro de Gahō fue publicado a mediados del siglo XVII y fue reeditado en 1803, «posiblemente por ser una referencia necesaria para los oficiales». Los lectores contemporáneos han debido encontrar alguna utilidad en esta crónica, y quienes aseguraron que este manuscrito particular llegara a manos de Isaac Titsingh debieron haberse persuadido de que un documento de valor podía ser accesible para los lectores en Occidente.
Entre los académicos posteriores a la era Meiji que han citado Nihon ōdai ichiran como una fuente de información útil se encuentra, por ejemplo, Richard Ponsonby-Fane en Kyoto: the Old Capital of Japan, 794-1869. El poeta estadounidense Ezra Pound, en una carta escrita a un poeta contemporáneo japonés en 1939, confirmó que su biblioteca de referencia incluía una copia de Nihon ōdai ichiran. En aquel tiempo, Pound explicó que «hasta donde había tenido tiempo para leer», el trabajo parecía una «mera crónica». Sin embargo, críticos literarios modernos han demostrado mediante comparaciones textuales que Pound contó con la traducción francesa de Titsingh para elaborar algunas secciones de los Cantos.

### Traducción en francés delsigloXIX
La traducción de Titsingh acabó siendo publicada en París en 1834 con el título «Annales des empereurs du Japon». La publicación de 1834 incluye un breve «suplemento» con material posterior a la salida de Japón de Titsingh en 1784, y que no fue el producto de la traducción propiamente dicha, sino que debió haberse compilado a partir de registros orales o la correspondencia con amigos japoneses o colegas europeos residentes en Japón.
Titsingh trabajó en esta traducción durante años antes de morir, y en estos últimos años en París compartió su progreso con los orientalistas Julius Klaproth y Jean-Pierre Abel-Rémusat, quienes acabarían editando su primer libro publicado a fecha póstuma: «Mémoires et anecdotes sur la dynastie régnante des djogouns» (Memorias y anécdotas de la dinastía reinante de los shōgun). Rémusat sería posteriormente el primer profesor de lengua china en el Collège de France. La correspondencia de Titsingh con William Marsden, un colega filólogo en la Royal Society en Londres proporciona un enfoque en la valoración personal del traductor hacia la obra que tenía en sus manos. En una carta de 1809 explica:
«Le entrego a usted adjuntos los tres primeros volúmenes de Nihon ōdai ichiran... A pesar de las negros nubarrones que cubren el origen de los japoneses, el progresivo detalle de los incidentes proporcionó mucha luz en las costumbres aún vigentes, y demuestra por completo que ya fueron una nación civilizada e ilustrada cuando nuestros imperios modernos eran desconocidos o bien estaban sumidos en la absoluta barbarie. ... No somos profetas. No podemos pronosticar lo que ocurrirá en un periodo más distante; pero, por ahora es un hecho que no hay nadie en Europa salvo yo que pueda proporcionar una visión tan amplia y fidedigna de una nación bastante desconocida aquí, pero completamente merecedora de ser conocida en cualquier aspecto.» -- Isaac Titsingh
Klaproth dedicó el libro a George Fitz-Clarence, el Conde of Munster, a la sazón Vicepresidente de la Real Sociedad Asiática así como Viceconsejero y Tesorero del Fondo de Traducción Oriental de Gran Bretaña e Irlanda. El fondo había patrocinado el trabajo de Klaproth y era el principal asegurador de los costes de publicación.

### Traducción en inglés delsigloXXI
La traducción en inglés de este libro del siglo XIX se realizará a través de una versión digitalizada y en línea de Nipon o daï itsi ran, del que se podrán traducir párrafos sueltos e introducirlos en cajas de texto de Wikipedia. Las secciones presentan información escogida sobre el reinado de los emperadores de Japón. A partir de principios de 2007, se ha proyectado la traducción de material plausiblemente útil desde el reinado del Emperador Jinmu (660-585 a. C.) hasta el del Emperador Kōkaku (1780-1817) para su introducción gradual en contextos relevantes de Wikipedia. Cada una de estas secciones ha sido subdividida en unidades ordenadas según la cronología japonesa (nengō).

## Crítica
El japonólogo John Whitney Hall valoró la utilidad y el contexto en que se enmarca esta traducción en su monografía sobre Tanuma Okitsugu para el Instituto Harvard-Yenching:
«Bastan estos pocos ejemplos de los extraordinarios contactos que registra Titsingh para darnos una idea de la asociación íntima que habían establecido los japoneses con los holandeses en esta época, una asociación de la que los holandeses también ganaron bastante. Las Ilustraciones de Japón de Titsingh muestran el resultado de una cuidadosa traducción de fuentes japonesas, como también lo hace la obra póstuma Annales des Empereurs du Japon, que es una traducción del Ōdai Ichiran. La habilidad de Titsingh para llevarse sin molestia numerosos libros sobre Japón así como mapas e ilustraciones de las islas japonesas ilustran cómo estaban las cosas en Nagasaki.»
El propio Isaac Titsingh consideró que el Nihon ōdai ichiran era una obra bastante seca y que el trabajo de traducción era «una tarea tediosa en extremo».